# Єдльня-Летнисько
Єдльня-Летнисько (пол. Jedlnia-Letnisko) — місто в Польщі, у гміні Єдльня-Летнісько Радомського повіту Мазовецького воєводства.
Населення — 3982 особи (2011).
1 січня 2022 року отримало статус міста.

## Демографія
Демографічна структура станом на 31 березня 2011 року:
|          | Загалом | Допрацездатний вік | Працездатний вік | Постпрацездатний вік |
| -------- | ------- | ------------------ | ---------------- | -------------------- |
| Чоловіки | 1942    | 400                | 1376             | 166                  |
| Жінки    | 2040    | 389                | 1225             | 426                  |
| Разом    | 3982    | 789                | 2601             | 592                  |